# Vuelo 605
Vuelo 605 fue un programa de radio español dirigido y presentado por Ángel Álvarez entre 1963 y 2004. Se trataba de un programa musical que programaba música anglosajona y también estilos ajenos a los grandes circuitos comerciales como country, folk o jazz.

## Historia
El espacio comenzó a emitirse en la primavera de 1963 a través de la emisora Radio Peninsular de RTVE. Posteriormente se escucharía en Radio Madrid FM de la Cadena SER (1971-1989), Radio Minuto (1989-1993) y M80 Radio (1993-2004), la última emisora en la que pudo oírse.
El último programa se emitió el 26 de junio de 2004 con una edición dedicada a Eurythmics y Annie Lennox. Menos de dos meses después fallecía Ángel Álvarez. El 26 de agosto M80 Radio emitió el especial grabado con motivo del 35 aniversario de las emisiones del programa en homenaje a Álvarez.

## Influencia
El espacio, a través de su conductor, fue un auténtico precursor en la difusión de la música anglosajona en España en un momento, los primeros años sesenta, en que los ritmos que predominaban en el mercado nacional eran los melódicos de origen francés e italiano. Fue uno de los primeros en pinchar canciones de The Beatles en las ondas españolas e introdujo el denominado sonido Nashville y la música de Pete Seeger y Bob Dylan. Por el programa desfilaron, entre otros, Jim Reeves, Johnny Horton, los Everly Brothers y The Brothers Four.

"Su influencia en la apertura musical del país fue inmensa: en una radiodifusión autárquica y particularmente alérgica a las canciones en inglés, Álvarez seleccionaba con refinado criterio las últimas novedades de Estados Unidos y, tras la eclosión de The Beatles, el Reino Unido. Introdujo en España el sonido Nashville y, más decisivamente, el folk de Pete Seeger y Bob Dylan, facilitando el surgimiento de grupos y cantautores madrileños en la misma línea. Con el Club Caravana, que editaba boletines rebosantes de información, Álvarez nucleó a su alrededor una activa minoría de buscadores de la música de calidad, de donde saldrían abundantes periodistas, pinchadiscos de FM y empleados de discográficas."
Diego A. Manrique 